# Glenn Plummer
Glenn E. Plummer (* 18. August 1961 in Richmond, Kalifornien) ist ein US-amerikanischer Film- und Fernsehschauspieler.
Der afroamerikanische Plummer trat in zahlreichen Filmen und Fernsehserien auf, zumeist als Nebendarsteller. Zu seinen bekannteren Filmen zählen unter anderem Colors – Farben der Gewalt, Menace II Society, Speed, The Salton Sea sowie Saw II. Plummer ist verheiratet und Vater von zwei Kindern.

## Filmografie (Auswahl)
- 1987: Hands of a Stranger – Ein Mann nimmt Rache (Hands of a Stranger, Fernsehfilm)
- 1987: Die Schöne und das Biest (The Beauty and the beast, Fernsehserie, Folge 1x11)
- 1988: Funny Farm
- 1988: Colors – Farben der Gewalt (Colors)
- 1988–1989: L.A. Law – Staranwälte, Tricks, Prozesse (L.A. Law, Fernsehserie, 2 Folgen)
- 1989: 84 Charlie Mopic (84C MoPic, Stimme)
- 1990: Downtown
- 1991: Pastime
- 1991: Frankie & Johnny (Frankie and Johnny)
- 1992: South Central – In den Straßen von L.A. (South Central)
- 1993: Der Prinz von Bel-Air (The Fresh Prince of Bel-Air, Fernsehserie, eine Folge)
- 1993: Menace II Society
- 1994: Speed
- 1994–2007: Emergency Room – Die Notaufnahme (ER, Fernsehserie, 15 Folgen)
- 1995: Showgirls
- 1995: Strange Days
- 1996: Mörderischer Tausch (The Substitute)
- 1997: Speed 2 (Speed 2: Cruise Control)
- 1997: One Night Stand
- 1998: Thursday – Ein mörderischer Tag (Thursday)
- 1999: Alien Interceptors
- 2000: Rangers
- 2000: The Corner (Miniserie, 6 Folgen)
- 2001: Knight Club
- 2001: Blutige Indizien – Das Spiel mit dem Tod (Three Blind Mice, Fernsehfilm)
- 2002: The Salton Sea
- 2002: Poolhall Junkies
- 2003: Gang of Roses
- 2003: Road Dogs
- 2004: The Day After Tomorrow
- 2005: Saw II
- 2005: VooDoo Curse: The Giddeh
- 2005: Brothers in Arms – Waffenbrüder (Brothers in Arms)
- 2006: Bones – Die Knochenjägerin (Bones, Fernsehserie, Episode 1×16)
- 2007: Dexter (Fernsehserie, eine Folge)
- 2008–2009: Sons of Anarchy (Fernsehserie, 5 Folgen)
- 2008: The Longshots
- 2009: The Janky Promoters
- 2010: Ca$h
- 2012: Monsters in the Woods
- 2015: Teeth and Blood
- 2016: The Sweet Life
- 2016: Suits (Fernsehserie, 7 Folgen)
- 2017: Begabt – Die Gleichung eines Lebens (Gifted)
- 2018: City of Lies
- 2018: Shameless (Fernsehserie, eine Folge)
- 2018: A Woman’s Worth
- 2019: A Clear Shot
- 2019: Charlie Charlie
- 2020: Children of the Sun
- 2024: Bang Bang

## Videospiele
- 2006: Scarface: The World Is Yours (Synchronisation)